# Liste von Trompetern
In die Liste von Trompetern sind Namen von Trompetern eingetragen, die umfassende Bekanntheit erlangt haben und die Relevanzkriterien erfüllen. Die Namen in der Liste sind alphabetisch sortiert. Falls noch kein Artikel angelegt worden ist, wird bei neuen Eintragungen um eine kurze, stichpunktartige Information über Lebensdaten, Wirkungsstätten und gegebenenfalls besondere Leistungen wie Uraufführungen oder Ersteinspielungen gebeten. Diese Liste erhebt keinen Anspruch auf Vollständigkeit und ist nicht als eine Repräsentation aller Trompeterinnen und Trompeter zu verstehen.

## A
- Mathias Achatz (* 1981), klassischer Trompeter, Interpret volkstümlicher Musik und Orchesterleiter
- Ulf Adåker (* 1945), Jazztrompeter und Flügelhornist
- Serge Adam (* 1957), Jazztrompeter
- Nat Adderley (1931–2000), Jazztrompeter und Kornettist
- Dennis Adu (* 1987), Jazztrompeter
- Yazz Ahmed (* 1983), Jazztrompeterin, spielt auch (vierteltöniges) Flügelhorn
- Ambrose Akinmusire (* 1982), Jazztrompeter
- Herb Alpert (* 1935), Trompeter und Leiter der Big Band Tijuana Brass Band
- Lina Allemano (* 1973), Jazz- und Improvisationsmusikerin
- Johann Ernst Altenburg (1734–1801), Trompeter, Organist und Komponist
- Franco Ambrosetti (* 1941), Jazztrompeter und Flügelhornist
- Maurice André (1933–2012), klassischer Trompeter, Hochschullehrer
- Martin Angerer (* 1977), klassischer Trompeter
- Ole Edvard Antonsen (* 1962), klassischer Trompeter
- Louis Armstrong (1901–1971), Jazztrompeter, zunächst Kornettist
- Reg Arnold (1919–1963), Jazztrompeter, auch Komödiant
- Luca Aquino (* 1974), Jazztrompeter, auch Flügelhornist
- Shūji Atsuta (* 1951), Jazztrompeter
- Martin Auer (* 1963), Jazztrompeter
- Martin Auer (* 1976), Jazztrompeter
- Angela Avetisyan (* 1988), Jazztrompeterin

## B
- Benny Bailey (1925–2005), Jazztrompeter, Flügelhornist
- John Bailey (* um 1966), Jazztrompeter, Flügelhornist
- Chet Baker (1929–1988), Jazztrompeter
- Rüdiger Baldauf (* 1961), Jazztrompeter
- Alison Balsom (* 1978), klassische Trompeterin
- Jakob Bänsch (* 2003), Jazztrompeter, Flügelhornist
- Johannes Bär (* 1983), Jazztrompeter, auch Klassik und volkstümliche Musik
- Danny Barber (1953–2019), Jazztrompeter, Flügelhornist
- Bob Barnard (1933–2022), Jazztrompeter und Kornettist
- Niklas Barnö (* 1982), Jazztrompeter
- Daniel Baschnagel (* 1967), Jazztrompeter, Flügelhornist
- Guido Basso (1937–2023), Jazztrompeter, Flügelhornist
- Milton Batiste (1934–2001), Jazztrompeter, Flügelhornist, Leiter der Olympia Brass Band
- Wolfgang Bauer (* 1965), klassischer Trompeter, Professor an der Staatlichen Hochschule für Musik und Darstellende Kunst Stuttgart
- Matthias Beck (* 1962), klassischer Trompeter und Blechinstrumentenbauer
- Jörge Becker (* 1980), klassischer Trompeter
- Harry Beckett (1935–2010), Jazztrompeter und -komponist, Flügelhornist
- Martien Beenen (1933–2024), Jazztrompeter, auch Schlagzeuger
- Günther Beetz (1954–2025), Professor an der Staatlichen Hochschule für Musik und Darstellende Kunst Mannheim
- Bix Beiderbecke (1903–1931), Jazzkornettist
- Benny Benack III (* 1990), Jazztrompeter
- Thorsten Benkenstein (* 1968), Jazztrompeter
- Torsten Benkenstein (* 1979), Interpret volkstümlicher Musik
- Wayne Bergeron, Jazztrompeter
- Bunny Berigan (1908–1942), Jazztrompeter
- Hans Berry (1906–1984), Jazztrompeter, Komponist
- Guy Bettini (* 1960), Jazztrompeter, Improvisationsmusiker (auch Flügelhornist)
- Rémon Biermann (* 1935), Jazz- und Unterhaltungsmusiker
- Marco Blaauw (* 1965), klassischer Trompeter
- Seneca Black (* 1978), Jazztrompeter
- Cyril Blake (1900–1951), Jazztrompeter
- Hans Bode (1895–1980), klassischer Trompeter
- Johannes Böhmer (* 1984), Jazztrompeter, auch Flügelhornist
- Gábor Boldoczki (* 1976), klassischer Trompeter
- Horst-Dieter Bolz (1936–2021), Professor an der Staatlichen Hochschule für Musik Trossingen
- Dima Bondarev (* 1984), Jazztrompeter
- Itamar Borochov (* 1984), Jazztrompeter
- Wim Both (* 1964), Jazztrompeter, Flügelhornist
- Alain Bouchet (1944–2025), Jazztrompeter, Kornettist
- Greg Bowen (* 1943), Jazztrompeter, u. a. RIAS Big Band, Ted Heath, Benny Goodman
- Lester Bowie (1941–1999), Jazztrompeter und Bandleader
- Jaimie Branch (1983–2022), Jazztrompeterin
- Florian Brandl (* 1979), Jazztrompeter
- Karl Wilhelm Brandt (1869–1923), klassischer Trompeter, Kornettist und Komponist, Begründer der russischen Trompetenschule
- Dirceu Braz (* 1950), Komponist, Schriftsteller und Trompetensolist
- Nathan Breedlove (* 1956), Jazztrompeter
- Ruud Breuls (* 1962), Jazztrompeter
- Markus Breuss (* 1956), Jazz- und klassischer Trompeter
- Arthur Briggs (1901–1991), Jazztrompeter
- Till Brönner (* 1971), Jazztrompeter
- Benny Brown (* 1983), Jazztrompeter, Flügelhornist
- Clifford Brown (1930–1956), Jazztrompeter
- Damon Brown (* 1965), Jazztrompeter, Flügelhornist
- Maurice „Mobetta“ Brown (* 1981), Jazztrompeter
- John Brunious senior (1920–1976), Jazztrompeter, auch Pianist
- Wendell Brunious (* 1954), Jazztrompeter
- Rob Bruynen (* 1961), Jazztrompeter (auch Flügelhorn) und Hochschuldozent
- Jakob Buchanan (* 1968), Jazztrompeter (auch Flügelhorn) und Komponist
- Heinz Bühler (1941–2020), Jazztrompeter
- Marc Bühler (* 1976), klassischer Trompeter und Hochschuldozent
- Geoff Bull (* 1942), Jazztrompeter
- Wybe Buma (1924–1998), Jazztrompeter
- Malte Burba (* 1957), Trompeter, Hornist, Hochschullehrer und Musikwissenschaftler
- Lukas Burckhardt (1924–2018), Jazztrompeter, Rechtsanwalt und Politiker
- Heinz Burum (1905–1989), klassischer Trompeter und Hochschullehrer
- Mark Buselli (* 1958), Jazztrompeter, Flügelhornist und Hochschullehrer
- Paul Butscher (* um 1994), Jazztrompeter, Flügelhornist
- Marek Bychawski (1954–2010), Jazztrompeter

## C
- Jothan Callins (1942–2005), Jazztrompeter
- Eddie Calvert (1922–1978), Unterhaltungsmusiker
- Conte Candoli (1927–2001), Jazztrompeter
- Pete Candoli (1923–2008), Jazztrompeter
- Etienne Cap (* 1942), Jazz- und Unterhaltungsmusiker
- Alba Careta (* 1995), Jazztrompeterin, Sängerin
- Gunhild Carling (* 1975), Jazztrompeterin, Multiinstrumentalistin
- Edward Carroll, klassischer Trompeter und Hochschullehrer
- Benny Carter (1907–2003), Jazztrompeter
- Joy Cayler (1923–2014), Jazztrompeterin
- Tony Cedras (1952–2024), Jazztrompeter
- Ketil Christensen, klassischer Trompeter
- Felice Civitareale (* 1953), Jazztrompeter, auch volkstümliche Musik
- Bill Clark (* 1958), Jazztrompeter, Improvisationsmusiker
- Pol Closset (1937–1989), Jazztrompeter
- Gracie Cole (1924–2006), Jazz- und Unterhaltungstrompeterin, Kornettistin
- Sonny Cohn (1925–2006), Jazztrompeter
- Christopher Coletti, Trompeter u. a. bei Canadian Brass
- James Copus (* 1994), Jazztrompeter
- Alphonse Cox (1902–1976), Jazztrompeter
- Jim Cullum junior (1941–2019), Jazztrompeter

## D
- Tomasz Dąbrowski (* 1984), Jazztrompeter
- Frits Damrow, klassischer Trompeter, Solotrompeter des Koninklijk Concertgebouw Orkest Amsterdam, Professor für Trompete in Amsterdam und Zürich
- Lars Däubler (* 1977), Jazztrompeter und Flügelhornist
- LaNoue Davenport (1922–1999), Jazztrompeter, Hochschullehrer als klassischer Blockflötist
- John Daversa (* 1972), Jazztrompeter, Arrangeur, Bigband-Leader
- Miles Davis (1926–1991), Jazztrompeter, Komponist und Bandleader
- Colin T. Dawson (* 1960), Jazztrompeter
- Tamás Deák (1928–2024), Jazztrompeter
- David Defries (* 1952), Jazztrompeter und Hornist
- Werner Deinert (1931–2010), Solotrompeter und Orchesterleiter
- Stefan Dettl (* 1981), Rockmusiker und Trompeter
- Paul Dietrich (* 1988), Jazztrompeter
- Max Diller (* 1996), Jazztrompeter
- Timofei Alexandrowitsch Dokschizer (1921–2005), klassischer Trompeter und Komponist
- Miles Donahue (* 1944), Jazztrompeter (auch Flügelhorn und Saxophon)
- Hobart Dotson (1921–1971), Jazztrompeter
- Patrick Dreier (* 1964), klassischer Trompeter (Barocktrompete) und Dirigent
- Jim Dvorak (* 1948), Jazztrompeter und Improvisationsmusiker

## E
- Martin Eberle (* 1981), Jazz- und klassischer Trompeter
- Vincent Eberle (* um 1991), Jazztrompeter
- Anne Efternøler (* 1984), Jazztrompeterin
- Claude Égéa (* 1963), Jazz- und klassischer Trompeter (auch Kornett)
- Niklas Eklund (1969–2025), klassischer Trompeter (Barocktrompete)
- Jörg Engels (* 1968), Jazztrompeter (auch Flügelhornist), auch Interpret Neuer Musik, Professor in Wien
- Mathias Engl (* 1965), Jazztrompeter
- Helmut Erb (* 1945), klassischer Trompeter und Hochschullehrer
- Jukka Eskola (* 1978), Jazztrompeter und Flügelhornist
- Roy Etzel (1925–2015), Trompeter in den Bigbands von Hugo Strasser, Max Greger, Kurt Edelhagen
- Miles Evans (* 1965), Jazztrompeter

## F
- Johannes Faber (* 1952), Jazztrompeter
- Giovanni Falzone (* 1974), Jazztrompeter
- Art Farmer (1928–1999), Jazztrompeter, auch Flügelhornist
- Robert Fassin (1922–2019), Jazztrompeter
- Maynard Ferguson (1928–2006), Jazztrompeter, Flügelhornist, Bigband-Leader
- Elisabeth Fessler (* 1989), klassische Trompeterin; Mitglied bei Harmonic Brass
- Jack Fine (1928–2021), Jazztrompeter, Kornettist
- Horst Fischer (1930–1986), Big-Band-Musiker
- Nicolas Folmer (* 1976), Jazztrompeter, Bigband-Leader
- John Foss (1936–2023), Jazz- und Unterhaltungstrompeter, auch Flügelhornist
- Thomas Friedlaender (* 1966), klassischer Trompeter und Zinkenist, Improvisationsmusiker
- Reinhold Friedrich (* 1958), klassischer Trompeter, Hochschullehrer in Karlsruhe
- Laurie Frink (1951–2013), Jazz- und Klassische Trompeterin, Instrumentalpädagogin
- Helmut Fuchs (* 1984), klassischer Trompeter, Solotrompeter der Sächsischen Staatskapelle Dresden, Hochschullehrer in Dresden

## G
- Jo Gagliardi (* 1934), Jazztrompeter
- Hans Gansch (* 1953), klassischer Trompeter und Hochschullehrer in Salzburg
- Thomas Gansch (* 1975), Trompeter und Unterhaltungsmusiker
- Victor Garcia (* 1983), Jazztrompeter
- Derrick Gardner (* 1965), Jazztrompeter, auch Flügelhornist
- Valentín Garvie (* 1973), klassischer und Jazz-Trompeter, auch Komponist
- Renaud Gensane (* 1988), Jazztrompeter, auch Flügelhornist
- Armando Ghitalla (1925–2001), klassischer Trompeter und Hochschullehrer
- Dizzy Gillespie (1917–1993), Jazztrompeter, Komponist und Bandleader
- Elias Gistelinck (1935–2005), klassischer und Jazztrompeter, Komponist des Third Stream
- Eberhard Glauner (1936–2013), Jazztrompeter, Rechtsanwalt, Kabarettist
- Don Goldie (1930–1995), Jazz- und Unterhaltungstrompeter
- Lwanda Gogwana (* 1985), Jazztrompeter
- Sylvain Gontard (* 1973), Jazztrompeter und Flügelhornist
- Jerry Gonzalez (1949–2018), Trompeter, Flügelhornist und Perkussionist des Latin Jazz
- Toon de Gouw (* 1960), Jazztrompeter
- Al Goyens (1920–2008), Jazztrompeter
- Horst Grabosch (* 1956), Jazztrompeter
- Rudolf Graetz (1923–1996), Jazz- und Unterhaltungstrompeter
- Forbes Graham (* um 1980), Trompeter und Elektroniker
- Antoni Gralak (* 1955), Jazz- und Rocktrompeter
- Joachim Graswurm (1934–1986), Jazztrompeter, auch Flügelhornist
- Martin Gratz (* 1966), Trompeter, Dirigent und Leiter von Orchestern in Tirol, Österreich
- Rowland Greenberg (1920–1994), Jazztrompeter
- Tatum Greenblatt (* 1982), Jazztrompeter
- Kyle Gregory (* 1962), Jazztrompeter
- Phil Grenadier (* um 1963), Jazztrompeter
- Sonny Grey (1925–1987), Jazztrompeter
- Konradin Groth (* 1947), klassischer Trompeter und Hochschullehrer in Berlin
- Ludwig Güttler (* 1943), klassischer Trompeter, Dirigent und Hochschullehrer in Dresden

## H
- Wolfgang G. Haas (* 1946), klassischer Trompeter, Musikdozent und Verleger
- Franz Hackl (* 1967), Jazztrompeter und Trompetenbauer
- Andy Haderer (* 1964), Jazztrompeter und Hochschullehrer
- Vlastimil Hála (1924–1985), Jazztrompeter und Komponist
- Jared Hall (* 1985), Jazztrompeter
- Atle Hammer (1932–2017), Jazztrompeter und Flügelhornist
- Arnold Hammerschlag (* 1970), Jazztrompeter
- Håkan Hardenberger (* 1961), klassischer Trompeter, auch zeitgenössische Musik
- Matthias Harig (* 1960), Jazztrompeter
- Keyon Harrold (* 1980), Jazztrompeter
- Sandro Häsler (* 1966), Jazztrompeter, auch Flügelhornist
- Wolfgang Häuptli (* 1960), Jazztrompeter, Flügelhornist
- Thomas Heberer (* 1965), Jazztrompeter, Viertelton-Trompeter, Kornettist, Komponist
- Werner Heckmann (* 1961), klassischer Trompeter und Hochschullehrer
- Duke Heitger (* 1968), Jazztrompeter
- Sanne van Hek (1978–2020), Jazztrompeterin
- Hugo Helfenstein (* 1953), Jazztrompeter, Arrangeur und Komponist
- Jakob Helling (* 1990), Jazztrompeter
- Tine Thing Helseth (* 1987), klassische Trompeterin
- Arve Henriksen (* 1968), Jazztrompeter und Komponist
- Adolph Herseth (1921–2013), klassischer Trompeter
- Julian Hesse (* 1988), Jazztrompeter
- Willie Hightower (1888–1959), Jazztrompeter, auch Kornettist
- Al Hirt (1922–1999), Trompeter und Bigbandleader
- Robert Hofmann (* 1968), klassischer Trompeter, Solo-Trompeter Deutsche Radio Philharmonie und seit 2011 Professor an der Hochschule für Musik Saar
- Matthias Höfs (* 1965), klassischer Trompeter und Hochschullehrer
- Kurt Hohenberger (1908–1979), Swing-Trompeter und Bandleader
- Adolf Holler (1929–2012), klassischer Trompeter und Hochschullehrer
- Eduard Holnthaner (* 1944), Jazztrompeter, Hochschullehrer
- Sandra Horn (* 1971), Jazztrompeterin
- Norman Howard (* 1944), Jazztrompeter
- Freddie Hubbard (1938–2008), Jazztrompeter
- Roland Hug (1936–2019), Jazztrompeter

## I
- Friedemann Immer (* 1948), klassischer Trompeter und Hochschullehrer
- Predrag Ivanović (1930–2010), Jazz- und Unterhaltungstrompeter, Sänger

## J
- Wojciech Jachna (* 1976), Jazztrompeter und Improvisationsmusiker
- Harry James (1916–1983), Jazztrompeter und Bandleader der Swing-Ära
- Walter Jenson (1902–1952), Trompeter, Komponist und Arrangeur
- Tore Johansen (* 1977), Jazztrompeter
- Dewey Johnson (1939–2018), Jazztrompeter
- Connie Jones (1934–2019), Jazztrompeter und Kornettist
- Thad Jones (1923–1986), Jazztrompeter, Kornettist, Flügelhornist, Komponist und Big-Band-Leiter
- Herbert Joos (1940–2019), Jazztrompeter und Flügelhornist, Komponist und Graphiker
- Hansruedi Jordi (* 1945), Jazztrompeter und Flügelhornist
- Per Jørgensen (* 1952), Jazztrompeter, auch Flügelhornist, Kornettist sowie weitere Instrumente
- Lucien Juanico (1923–2020), Jazztrompeter und Unterhaltungsmusiker
- Heinz Junghans (* 1932), Jazztrompeter und Chirurg
- Laura Jurd (* 1990), Jazztrompeterin und Komponistin

## K
- Ray Kaart (1934–2011), Jazztrompeter
- Goran Kajfeš (* 1970), Jazztrompeter
- Max Kaminsky (1908–1994), Jazztrompeter
- Christian Kappe (* 1971), Jazztrompeter
- Charlotte Keeffe (* um 1993), Jazztrompeterin und Improvisationsmusikerin
- Oscar Klein (1930–2006), Jazztrompeter
- Pascal Klewer (* 1997), Jazztrompeter
- Martin Klingeberg (* 1961), Jazztrompeter, auch Tenorhornist
- Florian Klingler (* 1977), Solotrompeter der Münchner Philharmoniker
- Jim Knapp (1939–2021), Jazztrompeter, Hochschullehrer
- Piet Knarren (* 1948), Trompeter
- Matthias Knoop (* 1974), Jazztrompeter
- Uwe Köller (* 1964), klassischer Trompeter und Hochschullehrer
- Uwe Komischke (* 1961), klassischer Trompeter, seit 1994 Professor für Trompete an der Hochschule für Musik „Franz Liszt“ Weimar
- Norbert Könner (* 1966), Jazztrompeter
- Johann Konnerth (* 1966), klassischer Trompeter
- Friedrich Körner (1931–2021), klassischer und Jazztrompeter, Hochschullehrer
- Bert de Kort (* 1942), Jazzkornettist
- Matthias Kowalczyk (* 1988), klassischer Trompeter und Professor an der Staatlichen Hochschule für Musik Trossingen
- Maik Krahl (* 1991), Jazztrompeter
- Hermann Kringel (1918–2002), Solotrompeter Deutsche Oper Berlin
- Johannes Kringel (* 1968), klassischer Trompeter
- Michael Kringel (1946–2006), Solotrompeter Deutsche Oper Berlin
- Hans Kugelmann (1495–1542), Komponist und Hoftrompeter in Königsberg
- Vlado Kumpan (* 1972), Trompeter und Leiter einer Blaskapelle

## L
- Rémy Labbé (* um 1986), Jazztrompeter
- Mads La Cour (* 1980), Jazztrompeter
- Peter Lange (* 1938), Jazztrompeter
- Alfred „Pantsy“ Laine (1895–1957), Jazz-Kornettist, auch Althornist
- Jimmy LaRocca (1939–2023), Jazztrompeter
- Nick LaRocca (1889–1961), Kornettist des frühen Jazz
- Hannes Läubin (* 1958), klassischer Trompeter, seit 1996 Professor an der Musikhochschule München
- Josh Lawrence (* 1982), Jazztrompeter
- Romain Leleu (* 1983), klassischer Trompeter
- Marc Levin (* 1942), Jazztrompeter und Psychologe
- Jens Lindemann (* 1966), bis 2001 Mitglied von Canadian Brass, seit 2001 Professur an der University of California, Los Angeles (UCLA)
- Booker Little (1938–1961), Jazztrompeter und Komponist
- Erwin Lorant (* 1962), Trompeter in einer Bigband, Unterhaltungsmusiker
- Joachim Lösch (* 1971), Jazzmusiker, Flügelhornist
- Kalevi Louhivuori (* 1984), Jazztrompeter
- Yoann Loustalot (* 1974), Jazztrompeter, Flügelhornist
- Lorenzo Ludemann (* 1992), Jazztrompeter
- Eric Luter (* 1953), Jazztrompeter und Crooner

## M
- Kim Macari (* um 1989), Jazztrompeterin
- John Macleod (1955), Jazztrompeter, auch Flügelhornist, Hochschullehrer
- Jean-François Madeuf, Barocktrompeter, Pionier der Wiederentdeckung des historischen Naturtrompetenspiels, Lehrer an der Schola Cantorum Basiliensis
- Christof Mahnig (* 1986), Jazztrompeter, auch Flügelhorn
- Michael Maisch (* 1966), klassischer Trompeter (Barocktrompete)
- Artur Majewski (* 1978), Jazztrompeter
- Henryk Majewski (1936–2005), Jazztrompeter
- Robert Majewski (* 1963), Jazztrompeter
- Kōichi Makigami (* 1956), Piccolotrompeter, Improvisationsmusiker
- Jerzy Małek (* 1978), Jazztrompeter (auch Flügelhorn und Kornett)
- Chuck Mangione (1940–2025), Jazz-Flügelhornist
- Wynton Marsalis (* 1961), Jazz- und klassischer Trompeter
- Rod Mason (1940–2017), Jazztrompeter und Kornettist
- Al Mattaliano (1930–2005), Jazztrompeter
- Steffen Mathes (1987–2020), Jazztrompeter, Flügelhornist
- Sheila Maurice-Grey (* um 1991), Jazztrompeterin
- Tommy McQuater (1914–2008), Jazztrompeter
- Marko Mebus (* 1993), Jazztrompeter, auch Flügelhornist
- Hermon Mehari (* 1987), Jazztrompeter
- Christian Mehler (* 1992), Jazztrompeter
- Johnny Mekoa (1945–2017), Jazztrompeter
- Florian Menzel (* 1988), Jazztrompeter
- Bernhard Mergner (* 1953), Jazztrompeter, Hochschullehrer in Weimar
- Lloyd Michaels (1943–2014), Jazztrompeter
- Daniel Migliosi (* 2004), Jazztrompeter
- Sjur Miljeteig (* 1974), Jazztrompeter
- Simon Millerd (* 1987), Jazztrompeter
- W. Frederick Mills, Albert Christ-Janer Award 2005, ehemaliges Mitglied von Canadian Brass, Professur an der University of Georgia
- Emil Miszk (* 1990), Jazztrompeter, auch klassischer Trompeter, Barocktrompeter
- Ollie Mitchell (1927–2013), Jazztrompeter
- Gabriele Mitelli (* 1988), Jazztrompeter, Flügelhornist
- Sepp Mitterbauer (1946–2015), Jazztrompeter und -pianist
- Eric Miyashiro (* 1963), Jazz- und klassischer Trompeter
- Udo Moll (1966–2023), Jazztrompeter und Improvisationsmusiker
- Nils Petter Molvær (* 1960), Jazztrompeter und Musikproduzent
- Peter Mönkediek (* 1964 in Ahaus), klassischer Trompeter, seit 2007 Professor für Trompete an der Robert-Schumann-Hochschule Düsseldorf
- James Morrison (* 1962), Jazztrompeter und -posaunist und Bandleader
- Christoph Moschberger (* 1985), Trompeter, Komponist & Arrangeur
- Andrea Motis (* 1995), Jazztrompeterin, auch Flügelhorn und Gesang
- Stefan Mross (* 1975), Volksmusiktrompeter, Sänger und Moderator
- Holger Mück (* 1975), Trompeter, Flügelhornist, Orchesterleiter, Gründer und Leiter des Egerländer Blasorchesters Orchester Holger Mück
- Riley Mulherkar (* um 1992), Jazztrompeter
- Pit Müller (1942–2017), Jazztrompeter, Kornettist

## N
- Sergei Michailowitsch Nakarjakow (* 1977), klassischer Trompeter
- Pete Nater (* 1958), Jazz- und Salsatrompeter
- Aquiles Navarro (* um 1990), Jazztrompeter
- Tobias Netta (* um 1962), Jazztrompeter
- Franz Willy Neugebauer (1904–1975), „Trompeten-Legende“ der 1950/60er Jahre, Mitglied des WDR-Sinfonieorchesters
- Terrence Ngassa (* 1974), Jazztrompeter
- Nadje Noordhuis, * 1977, Jazztrompeterin
- Daniel Nösig, * 1975, Jazztrompeter, Hochschullehrer
- Peter Nthwane (um 1952 – 2016), Jazztrompeter

## O
- Ray Stephen Oche (* 1936), Jazztrompeter
- Hans-Peter Ockert (* 1972), Jazztrompeter
- Hildegunn Øiseth (* 1966), Jazztrompeterin (auch Flügelhorn, Bukkehorn)
- Bob Ojeda (1941–2020), Jazztrompeter
- Yoshirō Okazaki (1971), Jazztrompeter und Flügelhornist
- Itaru Oki (1941–2020), Jazztrompeter und -kornettist
- Marco von Orelli (* 1970), Jazztrompeter, auch Kornettist
- Gerhard Ornig (* 1990), Jazztrompeter, Hochschullehrer
- Joost van Os (1921–1984), Jazztrompeter, auch Kornettist
- Selina Ott (* 1998), klassische Trompeterin
- Michael T. Otto (* 1969), Jazztrompeter

## P
- Hans-Jörg Packeiser (* 1956), klassischer Trompeter und Hochschullehrer in Hamburg
- Gerhard Pabst (* 1934), Jazztrompeter
- George Pancras (* um 1966), Jazztrompeter
- Longineu Parsons (* 1950), Jazztrompeter
- David Pastor (* 1974), Jazztrompeter
- Doc Paulin (1907–2007), Jazztrompeter
- Alistair Payne (* 1995), Jazztrompeter
- Erik Kimestad Pedersen (* 1989), Jazztrompeter
- Klaus Peham (* 1959), Jazztrompeter
- Bent Persson (* 1947), Jazztrompeter
- Saulius Petreikis (* 1984), Weltmusik-Trompeter, auch Hornist
- Helmut Plattner (1940–2016), Jazztrompeter
- Stew Pletcher (1907–1978), Jazztrompeter, auch Kornettist
- Anthony Plog (* 1947), Trompeter, Pädagoge und Komponist, von 1993 bis 2013 Professor an der Hochschule für Musik Freiburg im Breisgau
- Guillaume Poncelet (* 1978), Jazztrompeter, Neoklassik-Pianist
- Andreas Polyzogopoulos (* 1981), Jazztrompeter
- Jonathan Powell (* 1982), Jazztrompeter
- Ivo Preis (1929–2020), klassischer und Jazztrompeter
- Leon Prima (1907–1985), Jazztrompeter
- Percy Pursglove (* 1981), Jazztrompeter
- Klaus Werner Pusch (* 1949), Jazztrompeter, Flügelhornist

## R
- Lorenz Raab (* 1975), klassischer und Jazztrompeter (auch Flügelhorn, Piccolo- und Naturtrompete)
- Boy Raaymakers (1944–2018), Jazztrompeter und Flügelhornist
- Michaela Rabitsch (* 1963), Jazztrompeterin, auch Flügelhornistin und Sängerin
- Frédéric Rabold (* 1944), Jazztrompeter und Komponist
- Florian Raepke (* 1996), Jazztrompeter und Arrangeur
- Nicole Rampersaud (* 1981), Jazztrompeterin, Improvisationsmusikerin
- Lars Ranch (* 1965), vorwiegend klassischer Trompeter
- John Raymond (* 1985), Jazztrompeter
- Waymon Reed (1940–1983), Jazztrompeter
- Beny Rehmann (1936–2014), Interpret volkstümlicher Musik, vorwiegend Oberkrainer
- Gottfried Reiche (1667–1734), klassischer Trompeter (Barocktrompete) und Komponist
- Carole Dawn Reinhart (* 1941), amerikanische klassische Trompeterin
- John-Dennis Renken (* 1981), Jazz- und Improvisationsmusiker
- Stan Reynolds (1926–2018), britischer Jazzmusiker
- Kurt Riemer (1913–1989), Jazztrompeter
- Roman Rindberger (* 1973), Trompeter, Mitglied bei Mnozil Brass, Professor an der Musik und Kunst Privatuniversität der Stadt Wien
- Claudio Roditi (1946–2020), Jazztrompeter und -flügelhornist
- Mike Rodriguez (* 1979), Jazztrompeter
- Mario Rom (* 1990), Jazztrompeter
- Ronald Romm (* 1946), klassischer Trompeter, Komponist und Arrangeur
- Jochen Rose (1941–2010), Jazztrompeter
- Gabriel Rosenbach (* 1996), Jazztrompeter, Flügelhornist
- Daniel Rosenboom (* 1982), Jazztrompeter
- Nini Rosso (1926–1994), Jazz- und Solo-Trompeter
- Robert Rother (* 1968), Trompeter, Mitglied bei Mnozil Brass
- Jim Rotondi (1962–2024), Jazztrompeter, Hochschullehrer
- Richard Rousselet (* 1940), Jazztrompeter und Flügelhornist, Professor am Königlichen Konservatorium Brüssel
- Peter Rudeforth (* 1963), Jazztrompeter
- Rüdiger Ruf (* 1965), Interpret volkstümlicher Musik (Egerländer Musikanten), Gründer von Gentlemen of Trumpets
- Aki Sebastian Ruhl (* um 1977), Jazztrompeter, Umweltingenieur
- Herb Runge (1937–2017), Jazztrompeter, BSR-Orchester
- Jørgen Ryg (1927–1981), Jazztrompeter

## S
- Kurt Sandau (* 1939), von 1970 bis 2003 Solotrompeter der Sächsischen Staatskapelle Dresden, Mitbegründer der Jazzband der Semper-Oper „Semper House Band“
- Arturo Sandoval (* 1949), Jazztrompeter
- Cicci Santucci (* 1939), Jazztrompeter, Flügelhornist
- Ed Sarath (* um 1953), Jazztrompeter, Flügelhornist, Komponist und Musikwissenschaftler
- Otto Sauter (* 1961), klassischer Trompeter und Leiter von Ten of the Best
- Heinz Schachtner (1920–2014), Trompeter, Unterhaltungsmusiker
- Earl Scheelar (1929–2023), Jazztrompeter (Kornettist), auch Klarinettist
- Jürgen Scheele (* 1946), Jazztrompeter
- Adolf Scherbaum (1909–2000), klassischer Trompeter
- Dirk Schiefen (* 1979), Unterhaltungsmusiker
- Daniel Schmahl (* 1969), klassischer und Jazz-Trompeter (auch Flügelhorn, Corno da Caccia)
- Bernhard Schmid (* 1940), klassischer Trompeter, Hochschullehrer und Solotrompeter
- Piotr Schmidt (* 1985), Jazztrompeter
- Rainer Schmidt (1947–2008), Jazztrompeter, Kornettist, Physiker
- Jan Schneider (* 1978), Jazztrompeter, Hochschullehrer
- Jason Schneider (* um 1990), Jazztrompeter, Flügelhornist
- Walter Scholz (* 1938), klassischer Trompeter und Unterhaltungsmusiker
- Willy Schobben (1915–2009), Jazz- und Unterhaltungstrompeter
- Manfred Schoof (* 1936), Jazztrompeter, Komponist und Hochschullehrer
- Magnus Schriefl (* 1983), Jazztrompeter
- Matthias Schriefl (* 1981), Jazztrompeter, Multi-Instrumentalist, Komponist und Bandleader
- Michel Schroeder (* 1995), Jazztrompeter, Komponist und Bigband-Leader
- Horst „Morsch“ Schwarz (* 1939), Jazztrompeter/Posaunist, Komponist und Arrangeur
- Matthias Schwengler (* 1986), Jazztrompeter
- Hendrik Schwolow (* 1961), (Jazz-)Trompeter
- Jimmy Sedlar (1928–2025), (Jazz-)Trompeter
- Shogo Seifert (* 1993), Jazztrompeter
- Gunhild Seim (* 1973), Jazztrompeterin und Improvisationsmusikerin
- Michael Sell (* 1942), Jazztrompeter und Komponist
- Ulrich Semrau (* 1962), Klassischer Trompeter und Dirigent
- Jarmo Sermilä (1939–2024), Jazz- und klassischer Trompeter, Komponist
- Doc Severinsen (* 1927), Jazztrompeter und Gastprofessor
- Howard „Howie“ Shear (1954–2023), Jazz- und klassischer Trompeter
- Bobby Shew (* 1941), Jazz- und Solotrompeter
- Alan Shorter (1932–1988), Jazztrompeter, Flügelhornist
- Rasul Siddik (1949–2023), Jazztrompeter
- Fulvio Sigurtà (* 1975), Jazztrompeter, Flügelhornist
- Nisse Skoog (1921–2014), Jazztrompeter, bildender Künstler
- Rolf Smedvig (1952–2015), klassischer Trompeter
- Ann-Sofi Söderqvist (* 1956), Jazztrompeterin
- Melvin „Red“ Solomon (um 1913 – 2003), Jazztrompeter
- Giuliano Sommerhalder (* 1985), klassischer Trompeter
- Max Sommerhalder (* 1947), klassischer Trompeter und Professor an der Hochschule für Musik Detmold (1985–2013)
- Peter Somuah (* um 1997), Jazztrompeter
- Herbie Spanier (1928–2001), Jazztrompeter und Flügelhornist
- Henry Spencer (* 1990), Jazztrompeter
- Martin Spiegelberg (1955–2020), Jazztrompeter und Flügelhornist
- Dave Stahl (* 1949), Jazztrompeter und Bandleader
- Tomasz Stańko (1942–2018), Jazztrompeter und Bandleader
- Richard Stegmann (1889–1982), klassischer Trompeter und Kornettist
- Malcolm Strachan (* um 1970), Jazz- und Funktrompeter und Flügelhornist
- Sebastian Strempel (1967), Jazztrompeter und Flügelhornist
- Karl Strømme (* 1976), Jazztrompeter und Flügelhornist
- Lothar Stuckart (* 1944), Trompeter der Jazz- und Unterhaltungsmusik
- Sebastian Studnitzky (* 1972), Jazztrompeter, Jazzpianist und Komponist
- Lalle Svensson (1938–1990), Jazztrompeter, zunächst auch Posaunist, auch Sänger und Pianist
- Staffan Svensson (* 1963), Jazztrompeter

## T
- Geoffroy Tamisier (* 1973), Jazztrompeter, Kornettist
- Gábor Tarkövi (* 1969), klassischer Trompeter, Solotrompeter der Berliner Philharmoniker, Hochschullehrer in Berlin
- Edward H. Tarr (1936–2020), klassischer Trompeter, Musikwissenschaftler und Hochschullehrer
- David Tasa (* 1948), klassischer Trompeter und Hochschullehrer
- Adam Taubitz (* 1967), Jazztrompeter und klassischer Geiger
- Rachel Therrien (* 1987), Jazztrompeterin, auch Flügelhornistin
- Pierre Thibaud (1929–2004), klassischer Trompeter, ehemals Professor am Conservatoire national supérieur de musique de Paris. Er war Lehrer vieler bedeutender Trompeter, wie Håkan Hardenberger, Reinhold Friedrich usw.
- Hans Thomas (1937–2019), Jazztrompeter, auch Flügelhornist und Musikredakteur
- Leslie Thompson (1901–1987), Jazztrompeter der Swing-Ära
- Lukas Thöni (* 1982), Jazztrompeter, auch Flügelhorn, Kornett
- Omar Tomasoni (* 1984), klassischer Trompeter
- Rudolf Tomsits (1946–2003), Jazztrompeter, auch Flügelhornist und Hochschullehrer
- Gösta Törner (1912–1982), Jazztrompeter
- Guy Touvron (1950–2024), klassischer Trompeter und Hochschullehrer
- Kasper Tranberg (* 1971), Jazztrompeter, auch Flügelhornist und Kornettist
- Erich Traugott (1928–2016), Leadtrompeter, auch im Jazz
- Benny Troschel (* 1996), Jazztrompeter, auch Klassik
- Erik Truffaz (* 1960), Jazztrompeter
- Yakiv Tsvietinskyi (* 1991), Jazztrompeter
- Brad Turner (* 1967), Jazztrompeter
- Peter Tuscher (* 1954), deutscher Trompeter und Flügelhornist in den Bereichen Jazz und Neuer Musik

## U
- Andreas Unterreiner (* 1985), Jazztrompeter
- Diego Urcola (* 1965), Jazztrompeter, Flügelhornist
- Leif Uvemark (1939–1996), Jazztrompeter, Big-Band- und Unterhaltungsmusiker

## V
- Willy Vaterlaus (* 1922), Jazztrompeter
- Pavel Josef Vejvanovský (1633–1693), klassischer Trompeter (Barocktrompete), Chorleiter und Komponist
- Jorge Vistel (* 1982), Jazztrompeter
- Allen Vizzutti (* 1952), klassischer und Jazztrompeter, Film- und Big-Band-Musiker, Komponist, Musikpädagoge und Hochschullehrer
- Thomas Vogel (* 1964), Jazztrompeter
- Gerhard Vohwinkel (1932–2025), Trompeter des Dixieland Jazz
- Roger Voisin (1918–2008), klassischer Trompeter und Hochschullehrer
- Clara de Vries (1915–1942), Jazztrompeterin
- Louis de Vries (1905–1935), Jazztrompeter

## W
- Dominik Wagner (* 1986), Jazztrompeter, Blasmusik-Dirigent und Komponist
- Pascal Walpen (* 1968), Jazztrompeter, auch Flügelhornist
- Richard Wang (1928–2016), Jazztrompeter, Autor, Hochschullehrer und Publizist
- Julian Wasserfuhr (* 1987), Jazztrompeter
- Steve Waterman (* 1960), Jazztrompeter, Hochschullehrer
- Derek Watkins (1945–2013), Trompeter, Mitglied im Orchester von James Last
- Bijon Watson (* 197?), Jazztrompeter, Flügelhornist
- Nico Weber (* 1999), Jazztrompeter, Flügelhornist
- Tobias Weidinger (* 1977), Jazztrompeter
- Fritz Weineck (1897–1925), Der kleine Trompeter
- David Weiss (* 1964), Jazztrompeter
- Luis Weiß (* 1989), Jazztrompeter und Flügelhornist, auch Kirchenmusiker
- Béla Weissbach (* 1944), Jazz- und Unterhaltungstrompeter
- Klaus Wendt (* 1961), seit 1982 Solo-Trompeter der Deutschen Staatsphilharmonie Rheinland-Pfalz
- Tobias Wiklund (* 1986), Jazztrompeter, Kornettist
- Bobby Williams (1914–), Jazztrompeter
- Tom Williams (1962–2023), Jazztrompeter
- Ralf Willing (* 1949), Trompeter und Orchesterleiter der volkstümlichen Musik
- John Doc Wilson (1926–2023), Jazztrompeter und Arrangeur
- Jonas Winterhalter (* 1985), Jazztrompeter und Bigband-Leader
- Gary Winters (* um 1957), Jazztrompeter, Flügelhornist
- Klaas Wit (1936–2020), Jazztrompeter (auch Flügelhorn, Kornett und Basstrompete, Bassflügelhorn)
- Kurt Witt (* 1962), Solo-Trompeter (auch Flügelhorn)
- Horst Wittich (* 1932), Jazztrompeter
- Pharez Whitted (* 1960), Jazztrompeter, Hochschullehrer
- Markus Wolfahrt (* 1960), Trompeter volkstümlicher Musik, auch Flügelhornist
- Thorsten Wollmann (* 1966), Jazztrompeter, auch Flügelhornist
- Daniel Woodtli (* 1974), Jazztrompeter, auch Flügelhornist und Pianist
- Christoph Wundrak (* 1958), Jazztrompeter, auch Flügelhornist, Euphoniumspieler und Tubist

## Z
- Hans Zellner (* 1968), Trompeter, Arrangeur und Komponist; Trompeter bei Harmonic Brass
- Gernot Ziegler (* 1967), Jazztrompeter und Pianist
- Stephan Zimmermann (* 1963), Jazztrompeter und Hochschullehrer
- Imre Zsoldos (1919–1985), Jazz- und Unterhaltungstrompeter, Orchesterleiter
- Hans Zurbrügg (* 1944), Jazztrompeter und Hotelier
- Walter Zwingmann (1941–2021), Jazztrompeter